# Präfektur Amou
Die Präfektur Amou ist eine Präfektur in Togo mit 114.172 Einwohnern (Stand: 2022). Sie liegt in der Region Plateaux und grenzt im Norden an die Präfektur Akébou, im Nordosten an die Präfektur Anié, im Osten an die Präfektur Ogou, im Südosten an die Präfektur Haho, im Süden an die Präfektur Kpélé, im Südwesten an die Präfektur Danyi und im Westen an die Präfektur Wawa, die alle der Region Plateaux angehören. Verwaltungssitz ist Amlamé.
Die Präfektur Amou ist in drei Kommunen mit insgesamt 14 Kantonen unterteilt:
- Amou 1 mit den Kantonen Adiva, Imlé und Ouma (Amlamé).
- Amou 2 mit den Kantonen Amou-Oblo, Ekpégnon, Kpatégan und Sodo.
- Amou 3 mit den Kantonen Avédjé-Itadi, Evou, Gamé, Hihéatro, Okpahoé, Otadi und Témédja.